# Аспет
Аспет (арм. Ասպետ, букв. «благородный», «знатный всадник», от «ասպ» — лошадь, «պետ» — владелец) — в Древней Армении наследственный дворянский воинский титул. Происходит либо от староперсидского термина viƒa-pati («глава рода»), либо от более позднего аspbed («начальник кавалерии»). В армянском войске, состоявшем преимущественно из всадников, командовал спарапет, что лишает возможности трактовать значение аспет как должность, в соответствии с иранским aspbed, и делает более вероятной трактовку именно как титула.
Возможно провести параллель с европейским титулом «рыцарь», однако вопрос о точном значении остается открытым. Титул аспета носило множество Багратидов.
Титул перестал использоваться после арабского завоевания Армении. К нему восходит фамилия византийского рода армянского происхождения греч. Ἀσπιέτης (Aspietes).